# Henryk Meisel

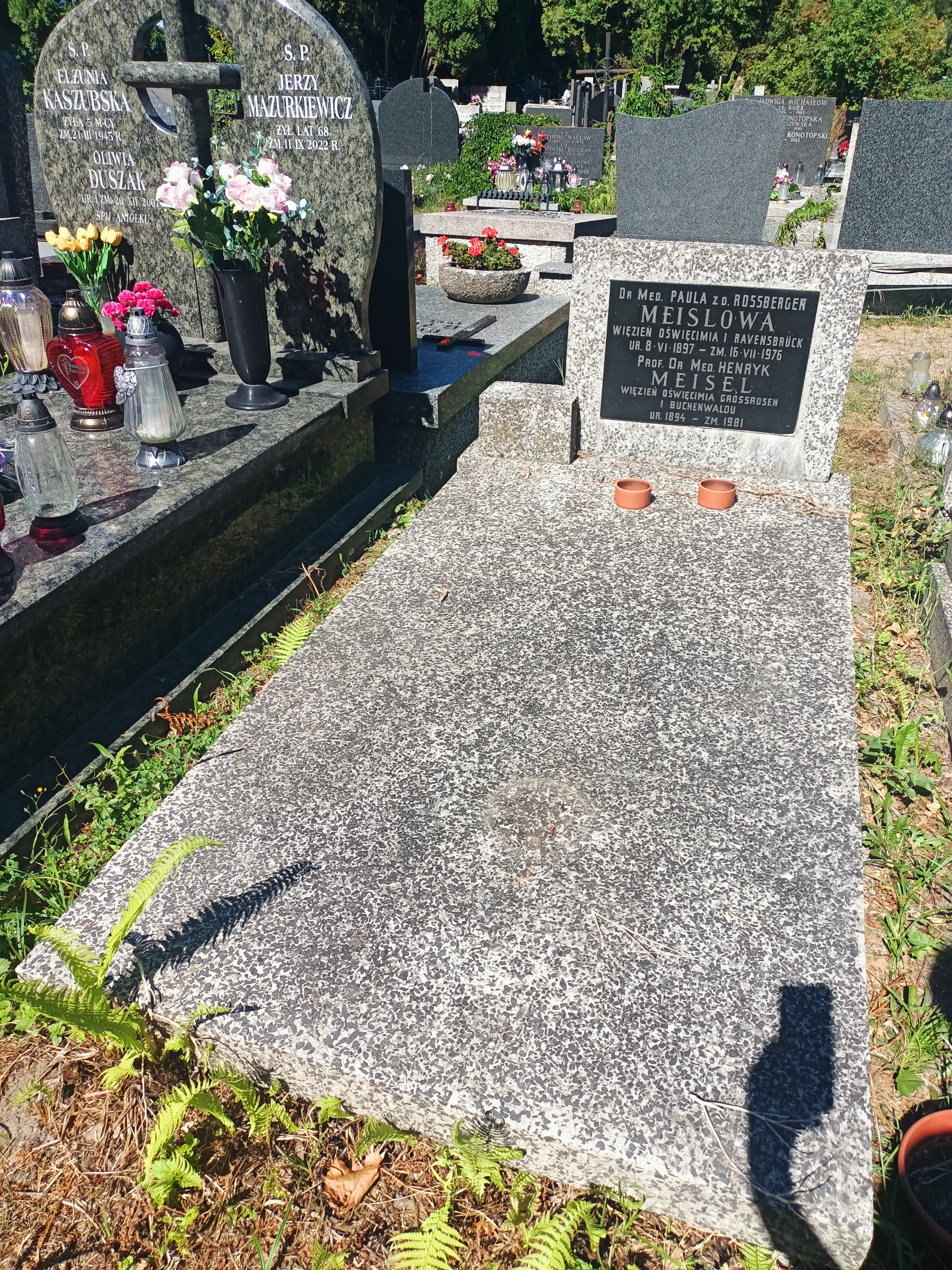
Grób Henryka Meisela na Cmentarzu Wojskowym na Powązkach

Henryk Meisel (ur. 3 marca 1894 w Przemyślu, zm. 14 sierpnia 1981 w Warszawie) – mikrobiolog, profesor Akademii Medycznej w Warszawie.

## Życiorys
Urodził się 3 marca 1894 jako syn Maurycego. Pochodził z zasymilowanej rodziny żydowskiej zamieszkałej w Przemyślu. Studiował medycynę na Uniwersytecie Wiedeńskim. Był także w latach 20. uczniem profesorów: Rudolfa Weigla i Napoleona Gąsiorowskiego. Wraz z żoną Rachelle-Paulą z Rossbergenów (1897–1976), studiował budowę antygenową laseczki zgorzeli gazowej, epizootyczne zakażenia w laboratoryjnej wszy, Klebsiella rhinoscleromatis i obecnie rzadką chorobę – twardziel.
Od 1922 do 1939 r. pracował w Państwowym Zakładzie Higieny (PZH) we Lwowie kierowanym przez prof. Napoleona Gąsiorowskiego, najpierw jako asystent naukowy, później adiunkt.
W czasie okupacji niemieckiej Lwowa, od lipca 1941, dzięki wstawiennictwu prof. Rudolfa Weigla pracował wraz z żoną w Instytucie Badań nad Tyfusem Plamistym i Wirusami, gdzie byli codziennie doprowadzani z lwowskiego getta, pod eskortą. W styczniu 1943 zostali oboje deportowani do obozu koncentracyjnego Auschwitz, gdzie pracowali nad produkcją szczepionki przeciw tyfusowi plamistemu. Ich córka Felicja przeżyła również wojnę, uratowana przez ludzi dobrej woli, przekazywana z rąk do rąk, w tym także przez katolickie zakonnice prowadzące sierociniec.
Po wojnie w PZH był kierownikiem Zakładu Surowic i Szczepionek. Pracownia Beztlenowców pozostała pod bezpośrednim jego kierownictwem.
Był członkiem Komisji Farmakopei Polskiej, Komisji Kwalifikacyjnej w PZH, Komitetu Mikrobiologii Polskiej, Rady Programowej Polskiego Towarzystwa Lekarskiego, Rady Naukowej Instytutu Matki i Dziecka, The Royal Society of Medicine, Niemieckiej Akademii Przyrodników Leopoldina (niem. Deutsche Akademie der Naturforscher Leopoldina), przewodniczącym Oddziału Warszawskiego Polskiego Towarzystwa Mikrobiologów, przewodniczącym Komisji do Kolekcji Drobnoustrojów PAN oraz konsultantem naukowym w Centralnym Laboratorium WWSS, honorowym członkiem American Society of Medicine. Brał czynny udział w 11 Międzynarodowych Kongresach Standaryzacji Biologicznej.
Zmarł w Warszawie, pochowany na cmentarzu Wojskowym na Powązkach (kwatera B 32-11-31).

## Ordery i odznaczenia
- Krzyż Komandorski Orderu Odrodzenia Polski (9 lipca 1954)[3]
- Krzyż Oficerski Orderu Odrodzenia Polski (22 lipca 1951)[4]
- Medal 10-lecia Polski Ludowej (13 stycznia 1955)[5]